# Hermann Langbein
Hermann Langbein (* 16. Mai 1912 in Wien, Österreich-Ungarn; † 24. Oktober 1995 ebenda) war ein österreichischer kommunistischer Widerstandskämpfer gegen den Nationalsozialismus, Interbrigadist, KZ-Häftling, Politiker (KPÖ) und Historiker. Der Auschwitzüberlebende gehörte als Leitungsmitglied dem internationalen Lagerwiderstand an. Er war ein bedeutender Zeitzeuge, Chronist, Analytiker, Schriftsteller und Publizist zum Themenkomplex KZ Auschwitz, der sich auch in der antifaschistischen Bildungs- und Aufklärungsarbeit engagierte. Als Generalsekretär des Internationalen Auschwitz Komitees nahm er wesentlichen Einfluss auf das Zustandekommen des ersten Frankfurter Auschwitzprozesses. Für sein Wirken wurde er vielfach geehrt.

## Leben
Hermann Langbeins Vater, der aus einer jüdischen Familie stammte, war ein großdeutsch orientierter Angestellter. Seine Mutter kam aus katholisch-konservativem Hause. Er konnte seine „halbjüdische“ Herkunft verheimlichen, was ihm während der späteren Verfolgung durch die Nationalsozialisten wahrscheinlich das Leben rettete.
Nach der Matura war er am Deutschen Volkstheater als Schauspieler beschäftigt. Er schloss sich 1933 der KPÖ an, flüchtete nach dem Anschluss Österreichs und kämpfte danach im Spanischen Bürgerkrieg in den Internationalen Brigaden gegen den aufkommenden Franquismus. Er geriet nach der Niederlage der Republikaner und der Flucht Anfang 1939 nach Frankreich in Internierungslager in Saint-Cyprien, Gurs und Le Vernet. 
Nach der Besetzung Frankreichs wurde Langbein 1941 nach Deutschland ausgeliefert und gelangte sogleich in das KZ Dachau, wo er die meiste Zeit als Häftlingsschreiber im Krankenrevier eingesetzt war. Von dort wurde er am 19. August 1942 in das KZ Auschwitz I (Stammlager) überstellt und erhielt die Häftlingsnummer 60.355. Er wurde Funktionshäftling und fungierte als Häftlingsschreiber beim von ihm später unterstützten SS-Standortarzt Eduard Wirths. In den Lagern gehörte Langbein der Leitung der internationalen Widerstandsbewegung an, so auch bei der Kampfgruppe Auschwitz. Im August 1944 wurde Langbein in das KZ Neuengamme überstellt und von dort weiter in das KZ-Außenlager Porta Westfalica, ein Neuengammer Außenlager in Lerbeck bei Minden, überführt. Auf dem „Evakuierungstransport“ nach Fallersleben östlich von Hannover sprang er Mitte April 1945 aus dem Zug und flüchtete ab 5. Mai per Fahrrad nach Österreich, wo er im Mai 1945 in seiner Heimatstadt Wien eintraf. Bei dieser Fahrt über mehr als 800 km saß er „das erste Mal auf einem Fahrrad“, hatte Angst vor den ihn überholenden Kolonnen an Fahrzeugen und erlebte hinter Halle (Saale) das Kriegsende am 8. Mai.

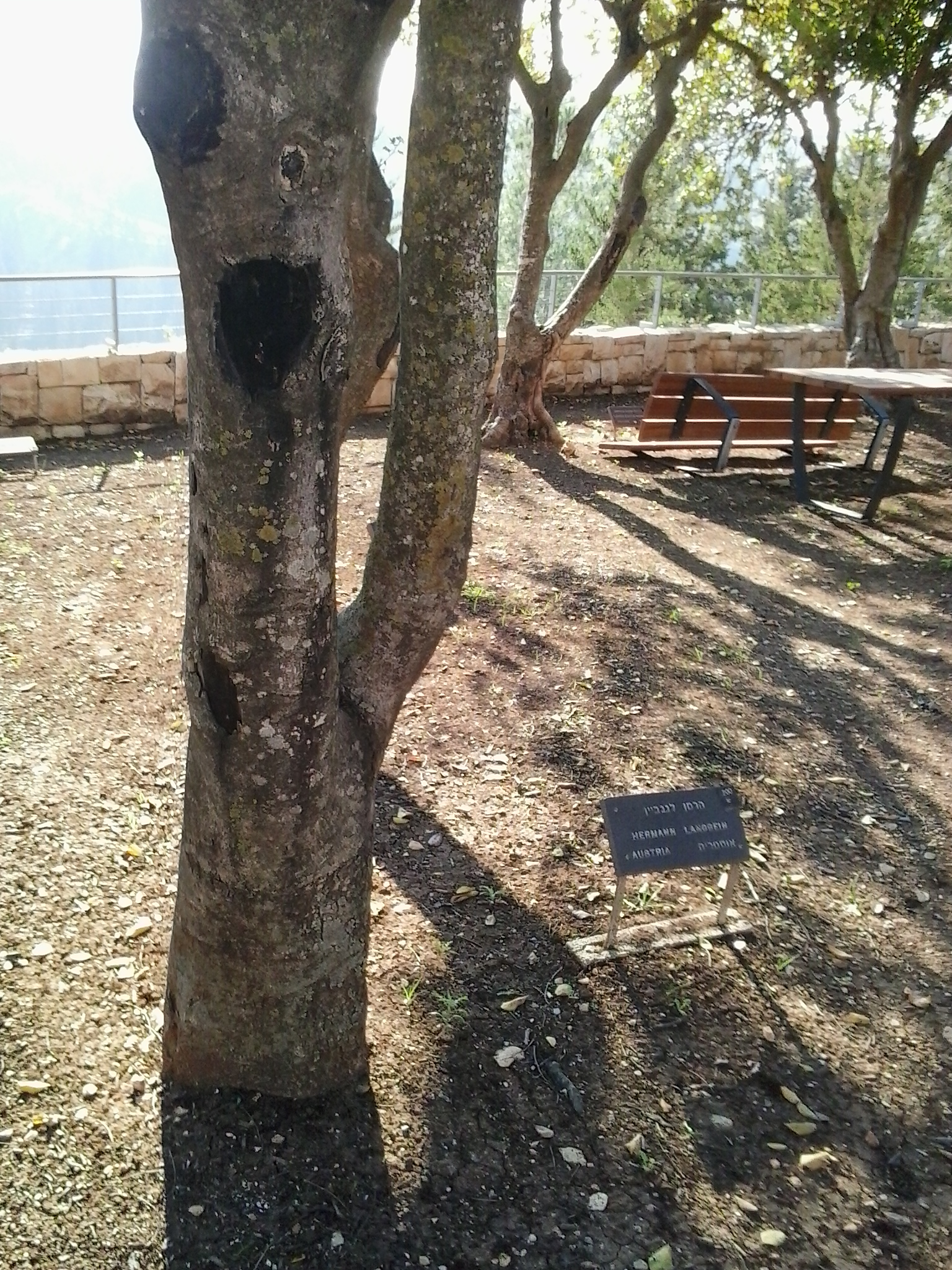
Hermann-Langbein-Baum in Yad Vashem

Zunächst wurde er hauptamtlich bei der KPÖ tätig und gehörte dem Zentralkomitee der Partei an. Langbein war am Aufbau von Parteischulen beteiligt und ließ seine 1947 niedergeschriebenen Lagererfahrungen unter dem Titel Die Stärkeren. Ein Bericht aus Auschwitz und anderen Konzentrationslagern 1949 im parteieigenen Verlag veröffentlichen. Anfang der 1950er Jahre scheiterte seine Wiederwahl in das Zentralkomitee. Nach Konflikten mit der Partei wurde Langbein nach Budapest versetzt, wo er beim ungarischen Rundfunk deutschsprachige Radiosendungen bearbeitete. 1954 kehrte er nach Österreich zurück.
Langbein war 1954 Mitbegründer des Internationalen Auschwitzkomitees (IAK) und wurde dessen erster Generalsekretär. Ab 1955 war er einige Jahre Sekretär der österreichischen Lagergemeinschaft Auschwitz. In diesen Funktionen trug er die KZ-Verbrechen an die Öffentlichkeit und stritt für Entschädigungszahlungen für ehemalige KZ-Häftlinge. Aus der KPÖ wurde er 1958 ausgeschlossen, als er im Zuge des Aufstandes in Ungarn 1956 begann, den Stalinismus zu hinterfragen und zu kritisieren. Infolgedessen wurde Langbein 1960 von seinem Posten als Generalsekretär des IAK entbunden und im darauffolgenden Jahr auch aus dessen Leitung ausgeschlossen. Ab 1963 war er Sekretär des „Comité International des Camps“.
Am 18. Oktober 1961 sendete der Westdeutsche Rundfunk das von Langbein und H. G. Adler konzipierte dreistündige Feature Auschwitz. Topographie eines Vernichtungslagers.
Mitte der 1960er Jahre hatte er neben Fritz Bauer wesentlichen Anteil am Zustandekommen der Frankfurter Auschwitz-Prozesse und trat dort auch als Zeuge auf. Danach war er als Schriftsteller und Publizist tätig. Langbein wurde 1967 von Yad Vashem als Gerechter unter den Völkern ausgezeichnet.
Von 1989 bis 1995 veranstaltete er zusammen mit Johannes Schwantner das Seminar „Ideologie und Wirklichkeit des Nationalsozialismus“ zur Lehrerfortbildung. Seit 1996 wird das Seminar in Memoriam Hermann Langbein als „Hermann-Langbein-Symposium“ bezeichnet, es findet alljährlich in Linz statt. Zudem gehörte Langbein dem Museumsrat des Staatlichen Museums Auschwitz-Birkenau an und wirkte an der Neukonzeption der Ausstellung mit. 
Langbein starb am 24. Oktober 1995 nach einer Operation infolge eines Krebsleidens. Seine Urne wurde auf dem Evangelischen Friedhof Matzleinsdorf (Gruppe 27, Nr. 13) beigesetzt.
Langbein hatte einen Bruder (Otto) und war seit 1950 mit der Journalistin Loisi Turko verheiratet. Sie hatten eine Tochter (Lisa, geboren 1952) und einen Sohn (Kurt Langbein, geboren 1953). Der Schauspieler Daniel Langbein ist sein Enkel.

## Werke
- Die Stärkeren. Ein Bericht. Stern-Verlag, Wien 1949, DNB 574554459.
  - Franz Richard Reiter (Hrsg.): Die Stärkeren. Ein Bericht aus Auschwitz und anderen Konzentrationslagern. 3. Auflage. Ephelant-Verlag, Wien 2008, ISBN 978-3-900766-22-1.
- mit Hans Günther Adler und Ella Lingens-Reiner: Auschwitz. Zeugnisse und Berichte. 5. Auflage. Europäische Verlagsanstalt EVA, Hamburg 1994 ISBN 3-434-46223-6; 6. Aufl., mit einem Vorwort zur Editionsgeschichte von Katharina Stengel: Schriftenreihe 1520. Bundeszentrale für politische Bildung BpB, Bonn 2014 ISBN 978-3-8389-0520-4.
  - darin von ihm selbst: Im Bunker S. 153–179 und Kampfgruppe Auschwitz S. 227–239.
- „Nicht wie die Schafe zur Schlachtbank!“ Widerstand in NS-Konzentrationslagern. Fischer TB, 1980, ISBN 3-596-23486-7.
- Menschen in Auschwitz. Europaverlag, Wien 1972. Wieder: Ullstein, Frankfurt 1980, ISBN 3-548-33014-2. Wieder: Europa-Verlag, München 1999, ISBN 3-203-51243-2. Wieder: Fischer Digital, S. Fischer Verlag 2016, ISBN 978-3-596-31086-9.
  - Inhaltsverzeichnis (und Inhalt bis S. 80) auf einer Seite des Verlags, 2016.
  - in Englisch: People in Auschwitz. Übers. Henry Friedlander. University of North Carolina Press, 2003, ISBN 0-8078-2816-5.[10]
- Der Auschwitz-Prozess. 2 Bde., Verlag Neue Kritik, 1995, ISBN 3-8015-0283-X.
- „... wir haben es getan“. Europa-Verlag, Wien 1964, DNB 452703751.
- Pasaremos. Briefe aus dem spanischen Bürgerkrieg. Bund-Verlag, Köln 1982, ISBN 3-7663-0524-7.[11]
- Sucht euch nicht den leichteren Weg. In: Monika Horsky (Hrsg.): Man muß darüber reden. Schüler fragen KZ-Häftlinge. Ephelant-Verlag, Wien 1988, 2015–2016, S. 11, ISBN 978-3-900766-01-6.
- mit Eugen Kogon, Adalbert Rückerl u. a. (Hrsg.): Nationalsozialistische Massentötungen durch Giftgas. Fischer, Frankfurt 1986, ISBN 3-596-24353-X.

## Auszeichnungen
- 1967: Gerechter unter den Völkern
- 1988: Preis der Stadt Wien für Publizistik
- 1994: Berufstitel Professor[12]
- 1994: Johanna-Kirchner-Medaille[13]

Die Langbein 1987 für seine Verdienste "auf dem Gebiet der Zeitgeschichte" zugesprochene Auszeichnung mit dem Österreichischen Ehrenkreuz für Wissenschaft und Kunst 1. Klasse lehnte er ab, als er erfuhr, dass die Verleihungsurkunde die Unterschrift von Bundespräsident Kurt Waldheim tragen würde.

## Forschung
Das Fritz-Bauer-Institut führt seit 2011 ein Forschungsprojekt: Hermann Langbein und die vergangenheitspolitischen Auseinandersetzungen der Nachkriegszeit durch.

## Belege
1. 1 2 3  Hermann Langbein. KZ-Gedenkstätte Neuengamme, ergänzter Neudruck 2020, abgerufen am 22. Februar 2015.
2. ↑  Brigitte Halbmayr: Zeitlebens konsequent: Hermann Langbein: Eine politische Biographie. Wien 2012, ISBN 978-3-99100-065-5, S. 70 f. (Halbmayr druckt die Überstellungsliste ab, auf der 17 „Revierpfleger“ verzeichnet sind, darunter Langbein).
3. ↑  Ernst Klee: Deutsche Medizin im Dritten Reich. Karrieren vor und nach 1945. S. Fischer, Frankfurt am Main 2001, ISBN 3-10-039310-4, S. 291.
4. ↑  41 Tage, Kriegsende 1945, Verdichtung der Gewalt. (Seite nicht mehr abrufbar, festgestellt im Juni 2025. Suche in Webarchiven)  Info: Der Link wurde automatisch als defekt markiert. Bitte prüfe den Link gemäß Anleitung und entferne dann diesen Hinweis. Ausstellung der Österreichischen Akademie der Wissenschaften / Institut für Kulturwissenschaften und Theatergeschichte und der Universität Graz / Institut für Geschichte in Kooperation mit dem Bundesministerium für Landesverteidigung und Sport in Graz ab 13. Oktober 2015, abgerufen am 13. Oktober 2015.
5. ↑  H. G. Adler, Hermann Langbein: Auschwitz. Topographie eines Vernichtungslagers. 3 CDs. DAV, Berlin 2014.
6. ↑  Hermann Langbein auf der Website von Yad Vashem (englisch)
7. ↑  Brigitte Halbmayr: Zeitlebens konsequent – Hermann Langbein – Eine politische Biographie. Verlag Braumüller, Wien 2012, S. 283.
8. ↑  Grabstelle Hermann Langbein, Wien, Matzleinsdorf, Gruppe 27, Nr. 13.
9. ↑  Karin Nusko: Langbein, Loisi Dokumentationsstelle Frauenforschung am Institut für Wissenschaft und Kunst, abgerufen am 22. Februar 2025.
10. ↑  bei google.books und im Online-Buchhandel les- und durchsuchbar
11. ↑  vgl. Willy Buschak: Über uns flog die Wolke der Hoffnung schnell. Bibliographie der deutschsprachigen Veröffentlichungen zum Spanischen Bürgerkrieg, Klartext, Essen 2007, ISBN 978-3-89861-636-2, S. 53.
12. ↑  Brigitte Halbmayr: Zeitlebens konsequent – Hermann Langbein – Eine politische Biographie. Verlag Braumüller, Wien 2012, S. 288.
13. ↑  Johanna-Kirchner-Medaille. auf: frankfurt.de
14. ↑  Brigitte Halbmayr: Zeitlebens konsequent – Hermann Langbein – Eine politische Biographie. Verlag Braumüller, Wien 2012, S. 287.
15. ↑  in dieser Ausgabe, S. 8 & 23 sowie in erw. Ausgabe 1957. In der 2. Aufl. der erweit. Ausgabe 1962 fehlt Langbeins Name, in dem längeren Abschnitt über ihn wurde sein Name von Baum durch das Wort „der Schreiber“, sc. des Lagerarztes Eduard Wirths, ersetzt. Langbein hatte sich nach dem ungarischen Aufstand 1956 von der KPÖ abgewandt.

| Personendaten    | Personendaten                                                                            |
| ---------------- | ---------------------------------------------------------------------------------------- |
| NAME             | Langbein, Hermann                                                                        |
| KURZBESCHREIBUNG | österreichischer Widerstandskämpfer und Historiker, Teilnehmer im Spanischen Bürgerkrieg |
| GEBURTSDATUM     | 16. Mai 1912                                                                             |
| GEBURTSORT       | Wien, Österreich-Ungarn                                                                  |
| STERBEDATUM      | 24. Oktober 1995                                                                         |
| STERBEORT        | Wien, Österreich-Ungarn                                                                  |